# Форсса

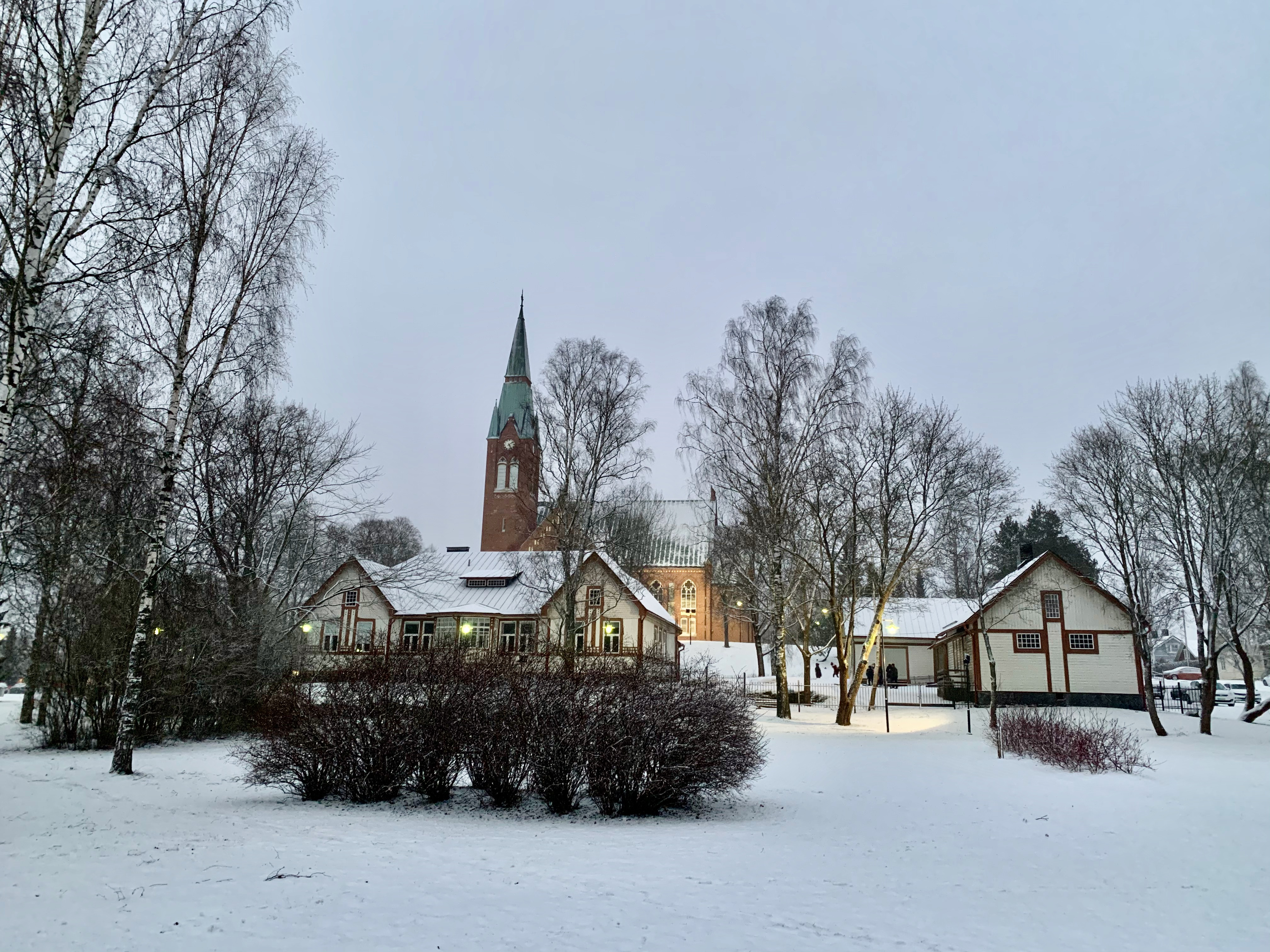
Рыночная площадь

Фо́рсса (фин. Forssa) — промышленный город на юго-западе Финляндии, расположенный в провинции Хяме. Помимо большого числа промышленных заводов и компаний, в центре города находится отделение университета ХАМК. В университете изучаются программы устойчивого развития, сестринского дела и логистики на финском языке и программирование на английском. Население города составляет 17 900 чел (2008), плотность населения 72 чел/км².

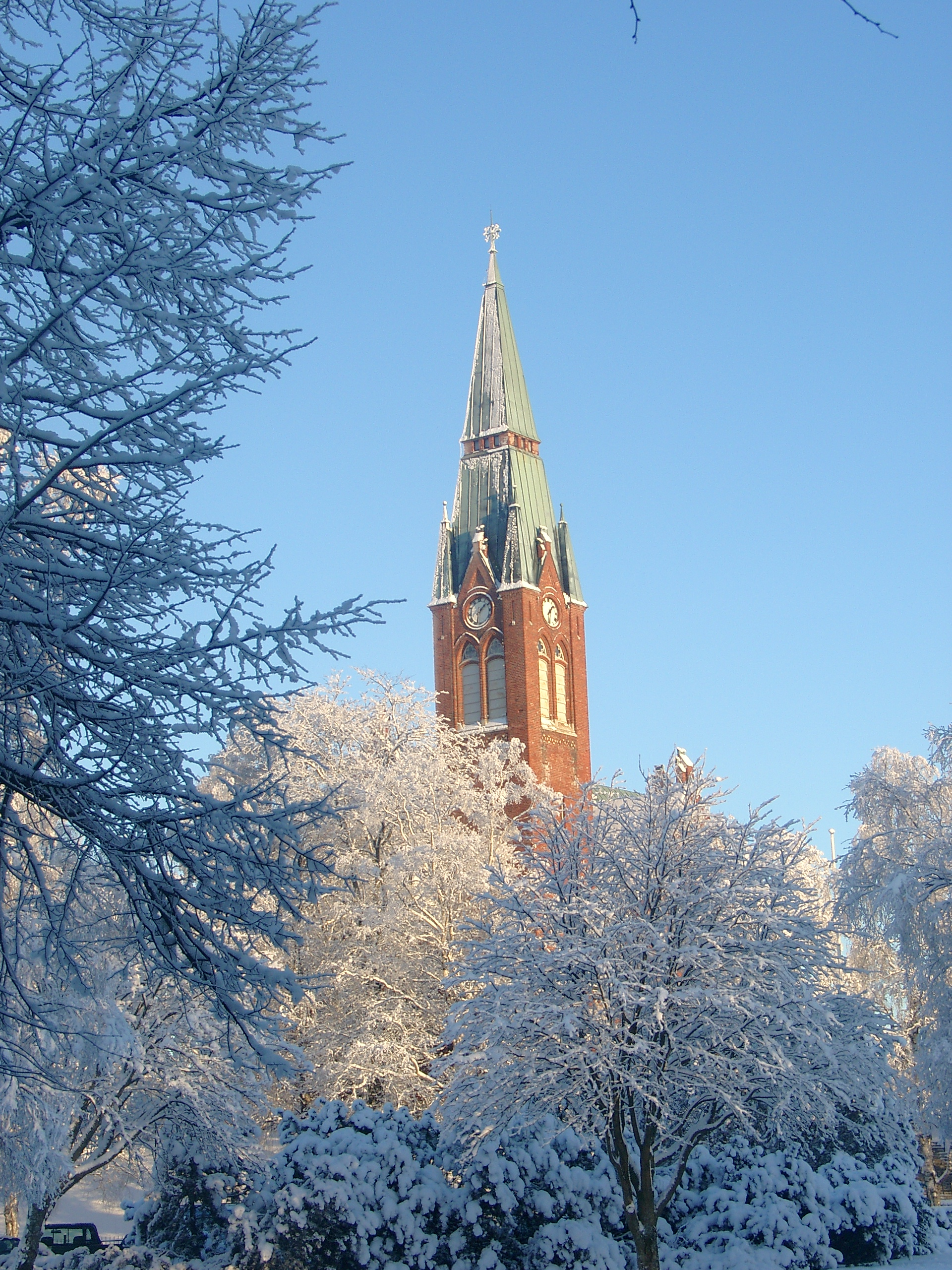
Церковь Форссы

## История
История города Форсса берёт своё начало в 1846 г., когда на берегу реки Лоймийоки уроженец Швеции Аксель Вильгельм Вахрен основал хлопчатобумажную фабрику. Промышленность процветала и город рос и развивался вместе с ней. Помимо заводов, Вахрэн построил множество жилых домов, открыл больницу, библиотеку, торговую лавку и школу.
Посёлок городского типа Форсса был основан в 1923 г., а в 1964 году Форсса получил статус города. В то же время до Турку, Пори и Хельсинки были проложены шоссе, что дало дополнительный стимул для развития города.
В городе-побратиме Серпухове, Московской области (статус с 1964 года) есть улица, названная в честь города Форсса.

## Известные уроженцы и жители
- Калеви Ахо, композитор
- Алпо Сухонен, тренер по хоккею
- Йонна Тервомаа, певица
- Иоган Аксель Пальмен, биолог, зоолог, орнитолог, член-корреспондент Санкт-Петербургской академии наук

## Языки
В Форсса распространён преимущественно финский язык. Однако с 1990 года число говорящих на финском языке уменьшилось с 99,4 % до 97,6 %.
| Язык          | 1990   | %    | 1995   | %    | 2000   | %    | 2005   | %    | 2007   | %    |
| ------------- | ------ | ---- | ------ | ---- | ------ | ---- | ------ | ---- | ------ | ---- |
| финский язык  | 19 544 | 99,4 | 19 283 | 98,7 | 18 226 | 98,5 | 17 566 | 98,0 | 17 407 | 97,6 |
| шведский язык | 53     | 0,3  | 57     | 0,3  | 45     | 0,2  | 47     | 0,3  | 44     | 0,2  |
| другие языки  | 63     | 0,3  | 202    | 1,0  | 235    | 1,3  | 305    | 1,7  | 384    | 2,1  |

## Города-побратимы
- Гёдёллё (Венгрия)
- Серпухов (Россия)[6]
- Сёдертелье (Швеция)
- Су-Сент-Мари (Канада)
- Сарпсборг (Норвегия)
- Струер (Дания)

## Галерея

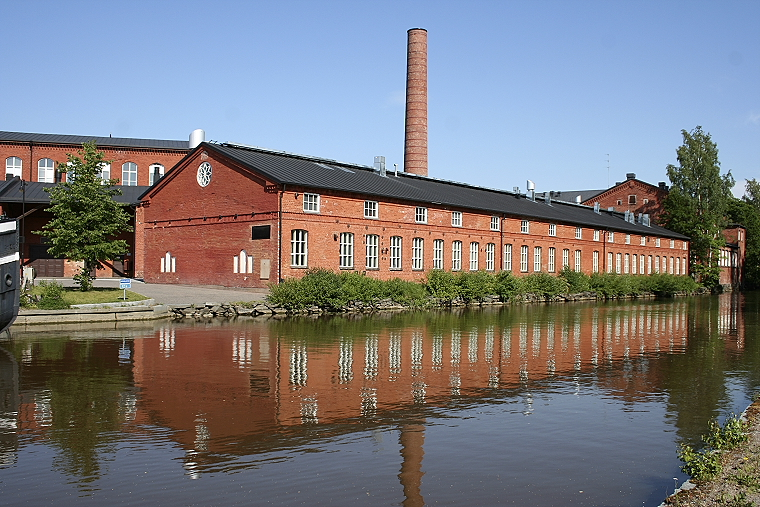
Лоймийоки протекает через центр Форсса.
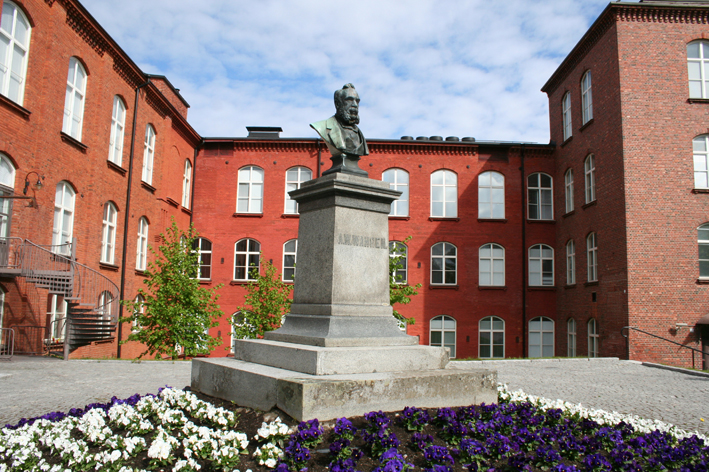
Wahren-keskus 2006.
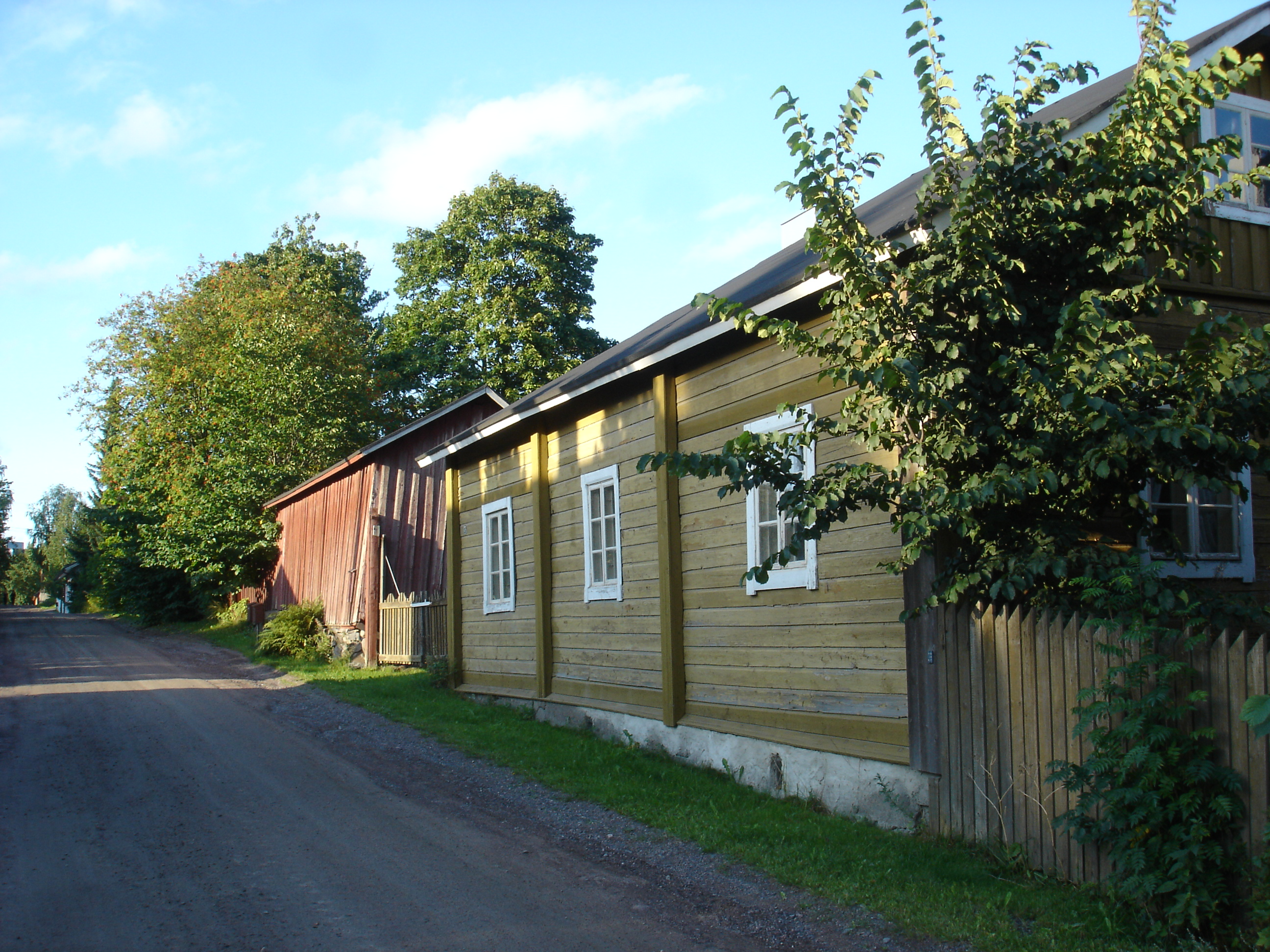
Деревянные дома.
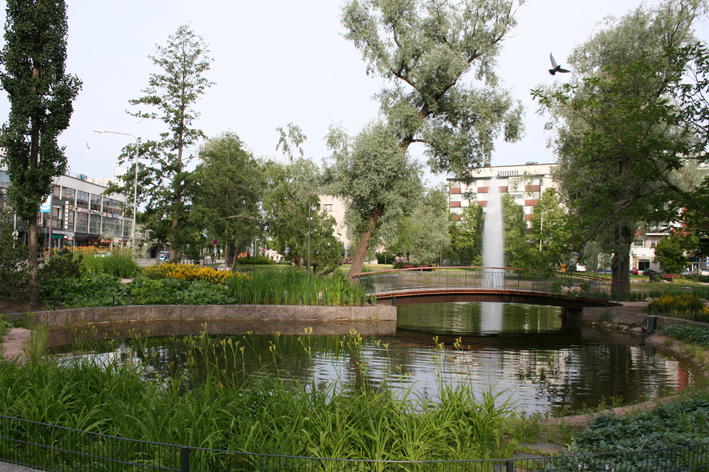
Центральный парк города.
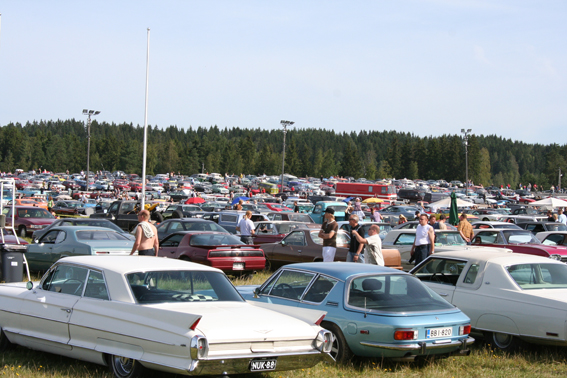
Pick-nick.
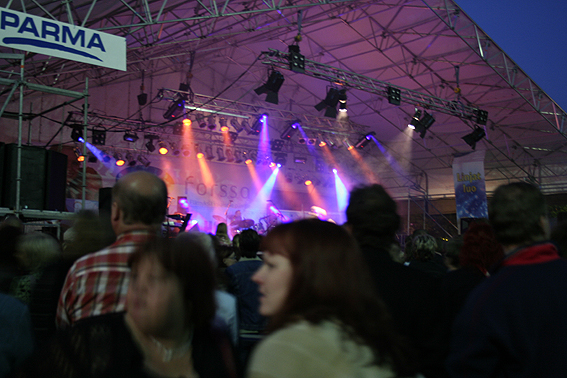
Holjat-markkinat 2007.